# Долгая Щека
До́лгая Щека́ — посёлок в Железногорском районе Курской области. Входит в состав сельского поселения Веретенинский сельсовет. Постоянное население — 58 человек (2010 год).

## География
Расположен в 2 км к юго-западу от Железногорска. Высота над уровнем моря — 170 м. Мимо южной окраине посёлка проходит автомобильная дорога А142 «Тросна — Калиновка».

## Этимология
Получила названия от урочища Щека, которое примыкает к посёлку с севера и востока.

## История
В 1926 году в посёлке было 15 дворов, проживало 84 человека (44 мужского пола и 40 женского). В то время Долгая Щека входила  в состав Разветьевского сельсовета Долбенкинской волости Дмитровского уезда. С 1928 года в составе Михайловского (ныне Железногорского) района. В 1937 году в посёлке было 16 дворов. Во время Великой Отечественной войны, с октября 1941 года по февраль 1943 года, Долгая Щека находилась в зоне немецкой оккупации. В 1985 году посёлок был передан из Разветьевского сельсовета в Веретенинский сельсовет.

## Население
| 1926 | 1979 | 2002 | 2010 |
| ---- | ---- | ---- | ---- |
| 84   | ↗145 | ↘65  | ↘58  |